# 청라언덕역
청라언덕(신남·척탑병원)역(Cheongna Hill(Shinnam·Cheoktap Hospital)Station, 靑蘿언덕(新南)驛)은 대한민국 대구광역시 중구 신남네거리에 있는 대구 도시철도 2호선과 대구 도시철도 3호선의 환승역이다. 2호선은 중구 대신동, 동산동, 남산4동에 걸쳐 있으며, 3호선은 남산2동과 남산4동에 걸쳐있다.

## 특징
- 3호선 공사 당시 신남네거리 남산초등학교 인근의 3번 출구와 4번 출구가 폐쇄된적이 있었고, 엘리베이터 1기도 철거되었다. 2014년 11월경에 3번과 4번 출구는 재개방되었으며, 3번 출구와 4번 출구 사이에 2호선 엘리베이터가 있었던 자리에는 3호선 역과 직각으로 연결하는 환승용 엘리베이터가 새로 설치되었다.
- 2호선의 경우, 이 역과 반월당역(영남대역 방향) 사이에 회차 선로와 연결 선로가 있다. 연결 선로는 1호선 명덕역과 직결되며, 2호선 전동차가 월배차량사업소에 중정비를 받으러 갈 때 이용한다.
- 동산네거리 북편에 위치한 3호선의 역이 서문시장과 마주보는 곳에 위치하여 이 역보다 서문시장과 더 가까운 관계로, 혼동을 방지하고자 신남네거리에 있는 2호선 서문시장역은 2014년 2월 28일 자로 사거리의 이름을 딴 신남역으로 역명이 변경되었다. 3호선의 서문시장역은 2015년 4월 23일에 개통되었다.
- 남산초등학교 방향으로 설치되어 있는 환승 통로에는 서울 지하철 2호선, 9호선 환승역인 당산역(48m)보다 더 긴 57m의 에스컬레이터가 설치되어 있다.[1] 이 에스컬레이터를 통하여 지하 3층과 지상 2층을 오간다. 에스컬레이터 좌측에는 환승용 엘리베이터가 설치되어 있으나, 이 엘리베이터는 대합실과 이격되어 있다.
- 이 역의 부역명은 계명대 동산병원이었으나, 3호선 서문시장역이 개통되면서 2015년 4월 23일자로 부역명이 삭제됐다. 대신에 김현철내과의원이라는 부역명이 부기되었다가 이후에 척탑병원으로 부역명이 변경되었다.
- 그리고 2019년 1월 7일 역명이 변경되면서 부역명에 신남이 적용되었다.

## 역사
- 2005년 10월 18일 : 대구 도시철도 2호선 개통과 함께 서문시장역(西門市場驛)으로 영업 개시
- 2014년 2월 28일 : 대구 도시철도 3호선에 역명 서문시장역을 이관하고, 신남역으로 역명 변경
- 2015년 4월 23일 : 대구 도시철도 3호선 개통과 함께 환승역이 됨
- 2016년 7월 30일 : 대구 도시철도 2호선 승강장 스크린도어 설치
- 2019년 1월 7일 : 신남역에서 청라언덕역으로 변경, 부역명에 신남 추가

## 역 구조
2호선은 1면 2선의 보라색 기둥의 섬식 승강장이 있는 지하역, 3호선은 2면 2선 상대식 승강장이 있는 지상역으로, 두 노선 모두 스크린도어가 설치되어 있다. 2호선 승강장은 완전 밀폐형, 3호선 승강장은 난간형 스크린도어가 설치되었다. 승강장 확장 공사를 완료하였다. 2호선 승강장은 직선 승강장이지만, 발빠짐 안내방송을 한다.

### 2호선 승강장
| 반고개 ↑ |
| 하 상 \| |
| ↓ 반월당 |

| 상행 | ● 대구 도시철도 2호선 | 두류·용산·문양 방면     |
| 하행 | ● 대구 도시철도 2호선 | 반월당·범어·영남대 방면 |

- 승강장에서 반대 방향 열차로 승차가 가능하다.

### 3호선 승강장
| 서문시장 ↑ |
| \| 상      |
| ↓ 남산     |

| 상행 | ● 대구 도시철도 3호선 | 달성공원·만평·칠곡운암·칠곡경대병원 방면 |
| 하행 | ● 대구 도시철도 3호선 | 명덕·대봉교·수성못·용지 방면             |

- 승강장 번호는 없으며, 대합실을 통해 반대쪽 승강장으로 횡단이 가능하다.

## 역 주변
| 나가는 곳 | 방면 |
| --------- | --- |
| 1         | 대신동 행정복지센터 서문시장 계성중학교 계성고등학교 계성초등학교 태왕아너스 스카이아파트 신한은행 대신동지점 새마을금고 대신새마을금고 본점 대신동양말골목 계성유치원 |
| 2         | 남산4동우체국 보성황실타운 IM뱅크 덕산지점 새마을금고 덕산새마을금고 남산휴먼시아아파트                                                                                |
| 3         | 신남네거리 |
| 4         | 남산4동우체국 |
| 5         | 대구남산초등학교 |
| 6         | 신남네거리 |
| 7         | 대구남산초등학교 |
| 8         | 남산2동행정복지센터 남산지구대 알리안츠생명 대구지점 기업은행 덕산지점                                                                                                 |
| 9         | 신명고등학교 성명여자중학교 매일신문사 계명대학교 동산의료원 엘디스 리젠트 호텔                                                                                        |

## 사고
대구도시철도 2호선 공사 중 2000년 1월 22일 새벽 2시에 복공판이 무너져 동명교통 소속 601번(현재의 일반버스 600번) 좌석버스가 추락하여 승객 3명이 매몰사하는 사고가 나기도 했다.

## 승차량 변동
3호선 개통 이후 2호선 청라언덕역의 이용률이 크게 줄어든 것을 확인 할 수 있다.
| 노선  | 승차 인원 | 승차 인원 | 승차 인원 | 승차 인원 | 승차 인원 | 승차 인원 | 승차 인원 | 승차 인원 | 승차 인원 | 승차 인원 | 승차 인원 | 승차 인원 | 승차 인원 | 주석 |
| 노선  | 2005년    | 2006년    | 2007년    | 2008년    | 2009년    | 2010년    | 2011년    | 2012년    | 2013년    | 2014년    | 2015년    | 2016년    | 2017년    | 주석 |
| ----- | --------- | --------- | --------- | --------- | --------- | --------- | --------- | --------- | --------- | --------- | --------- | --------- | --------- | ---- |
| 2호선 | 4,533     | 5,612     | 5,866     | 5,874     | 6,377     | 6,527     | 6,776     | 6,927     | 7,363     | 7,395     | 6,723     | 6,111     |           |      |
| 3호선 | 미개통    | 미개통    | 미개통    | 미개통    | 미개통    | 미개통    | 미개통    | 미개통    | 미개통    | 미개통    | 1,437     | 1,553     |           |      |

## 사진

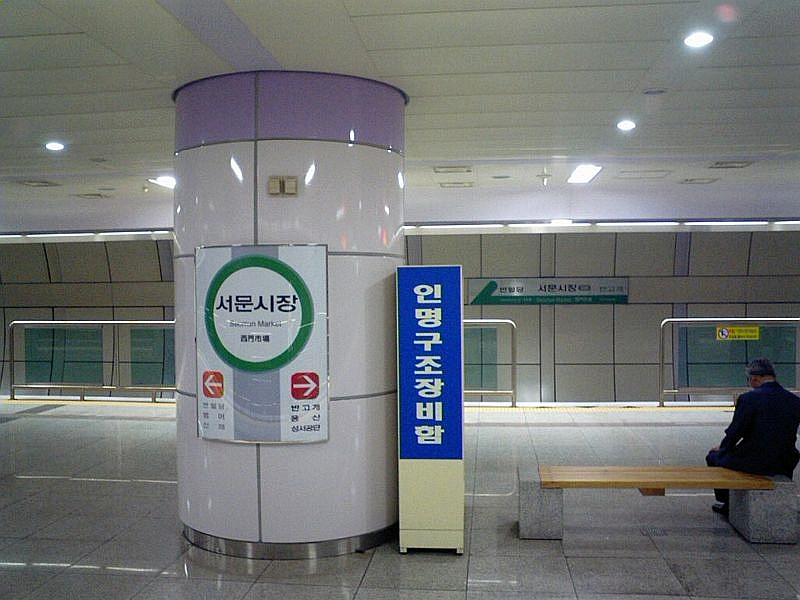
2호선 승강장 (서문시장역 시절, 3호선 개통 전, 스크린도어 설치 전)
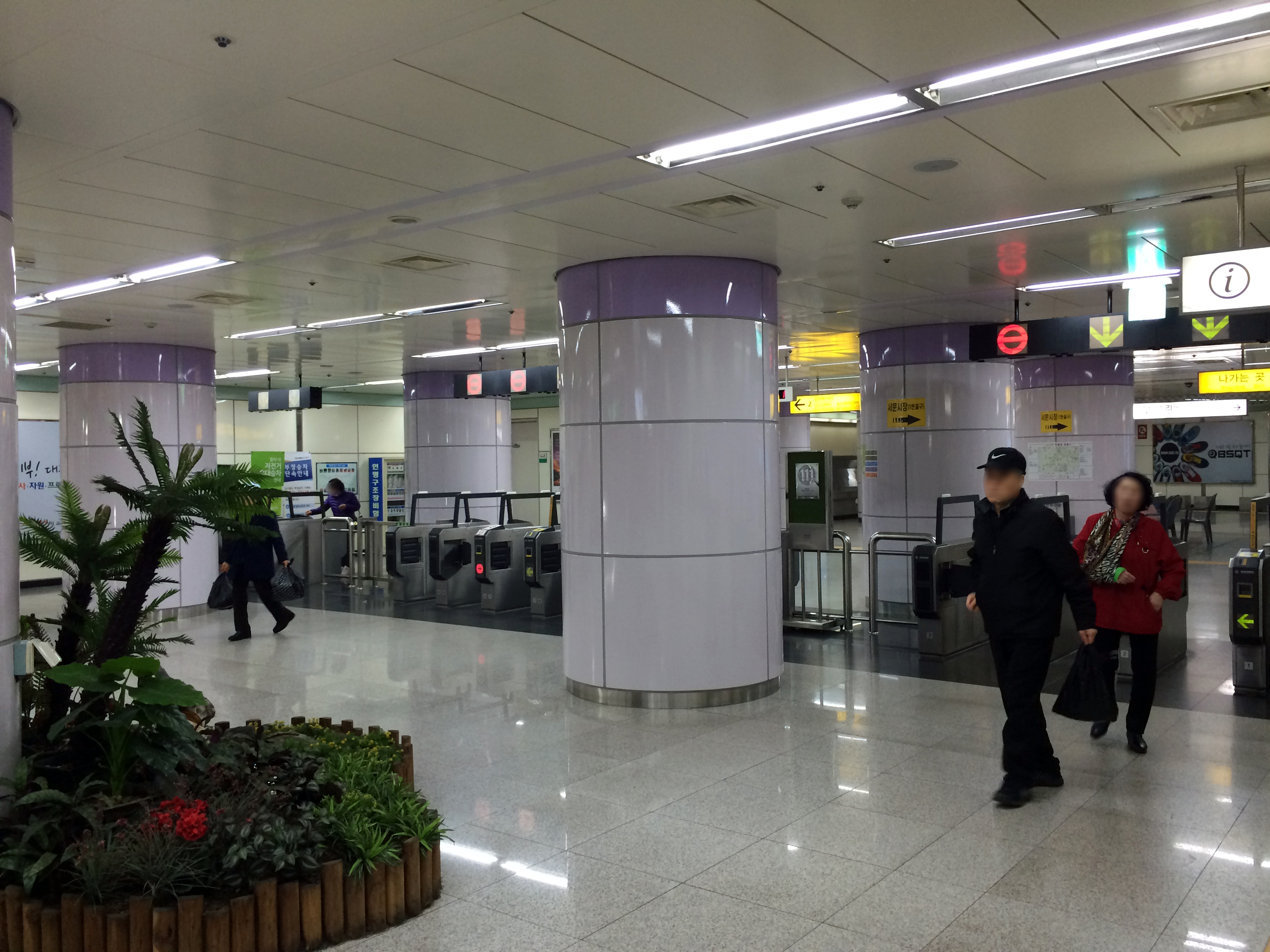
2호선 개찰구
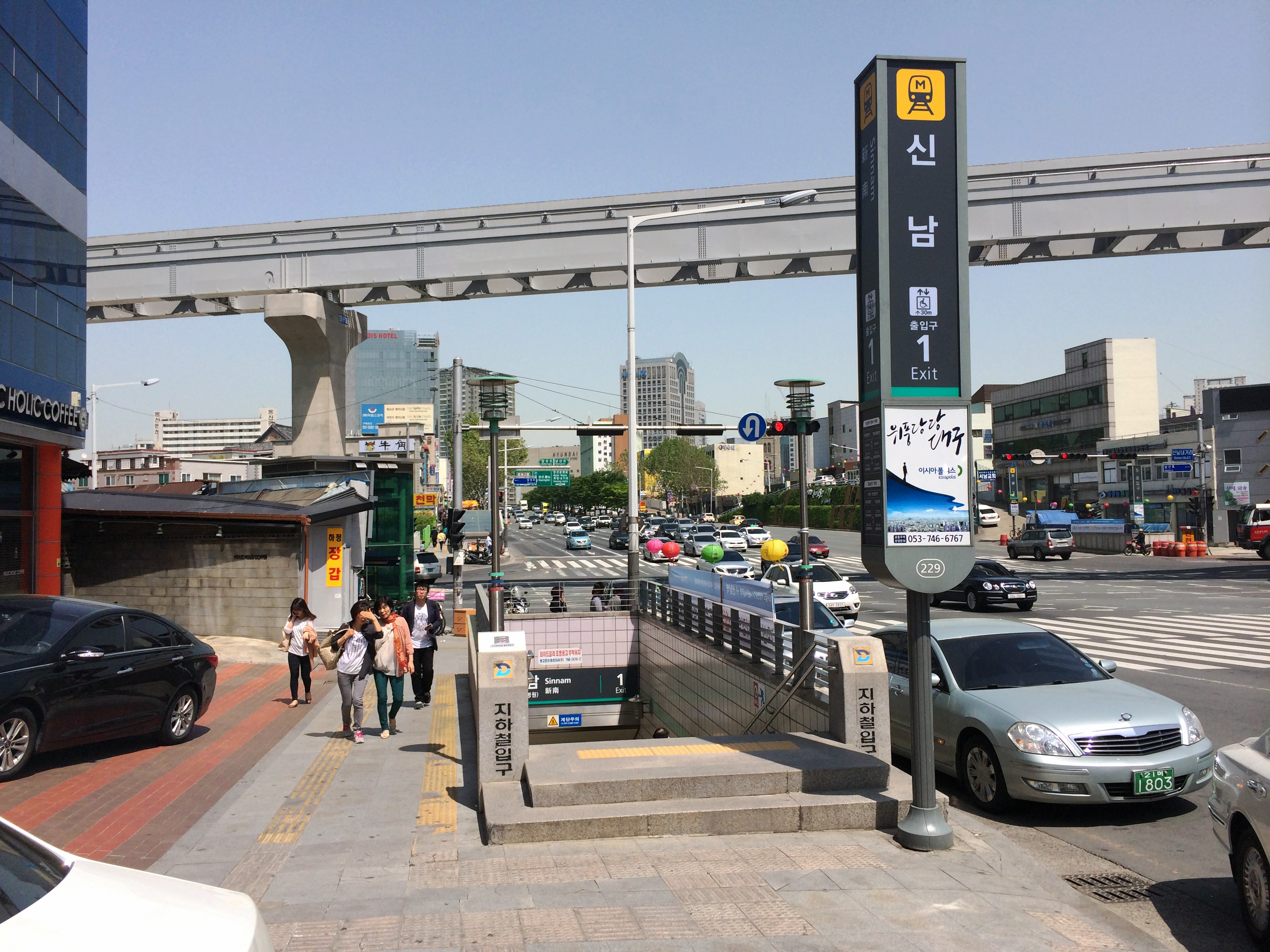
1번 출입구(교체 전)
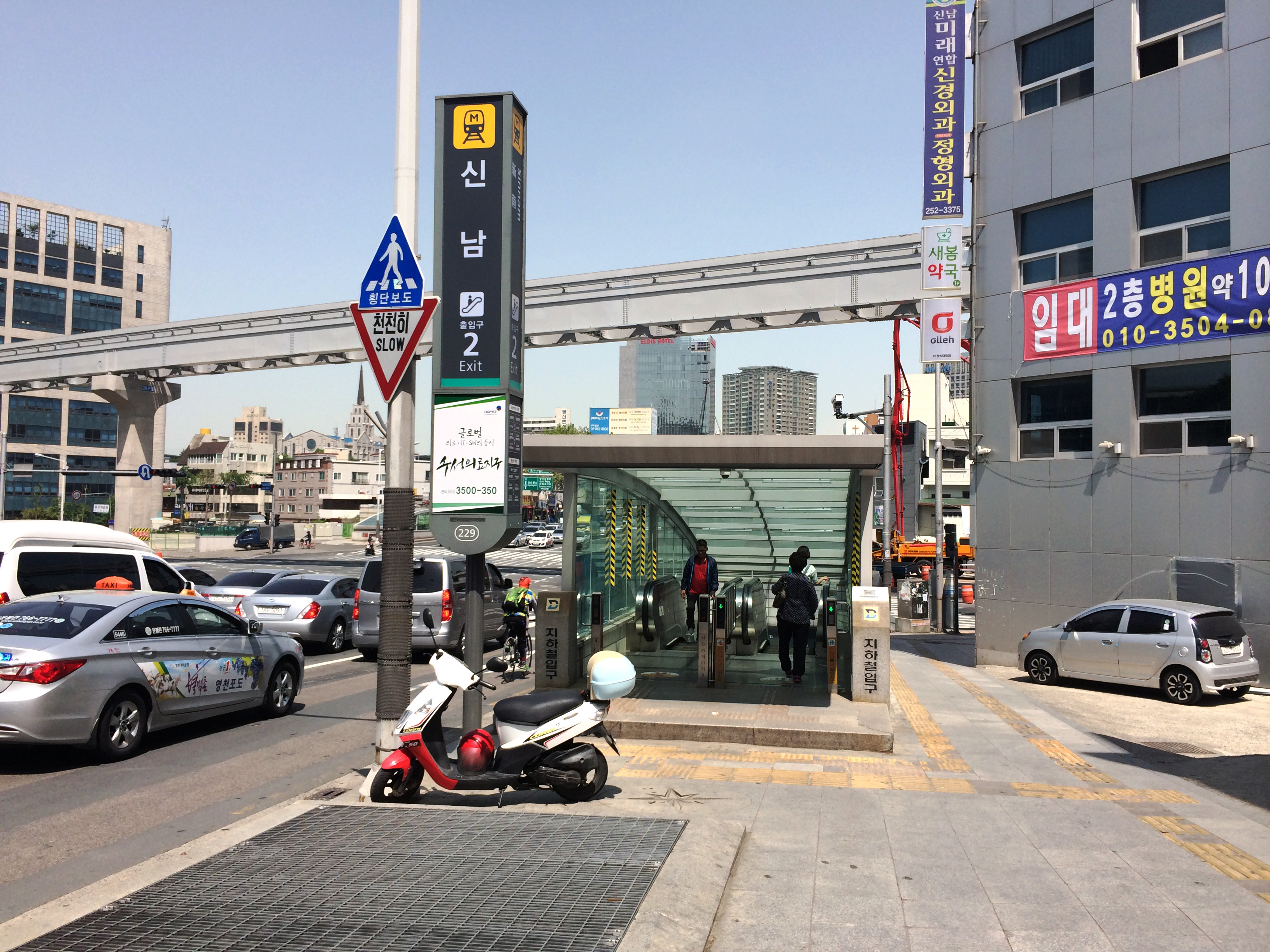
2번 출입구(교체 전)
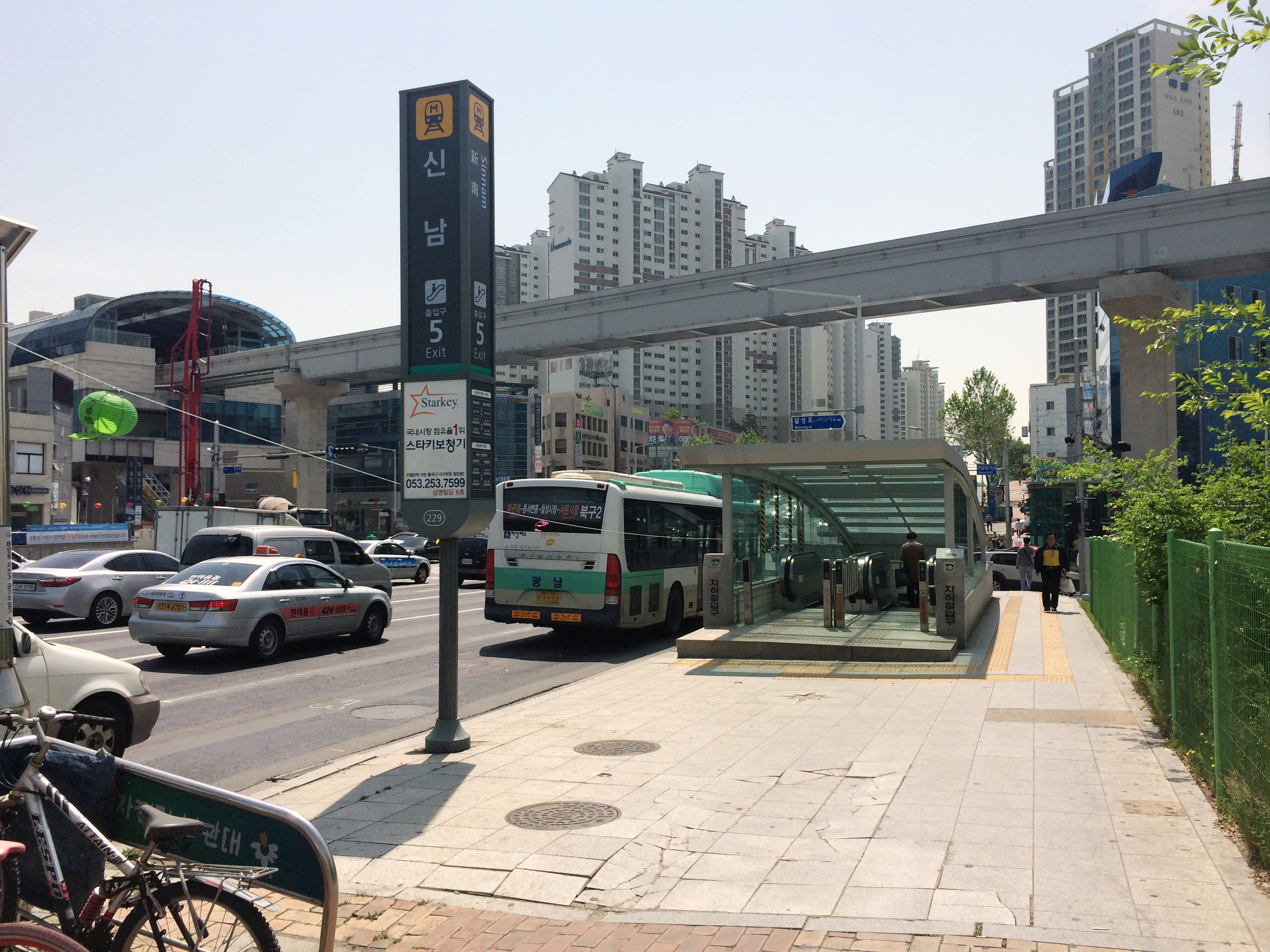
9번 출입구 (3호선 개통 전, 교체 전)
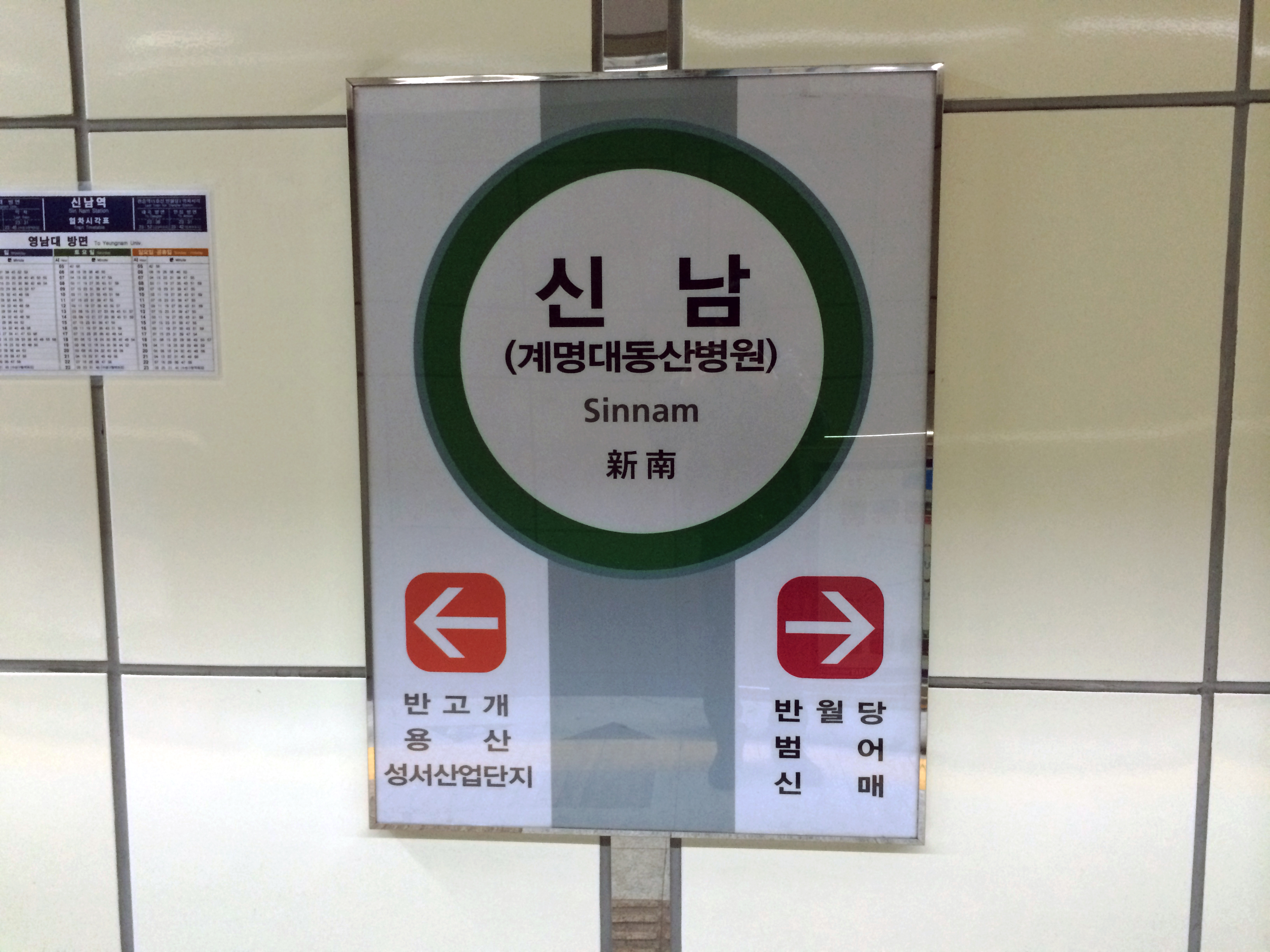
2호선 역명판(부역명 삭제 전)
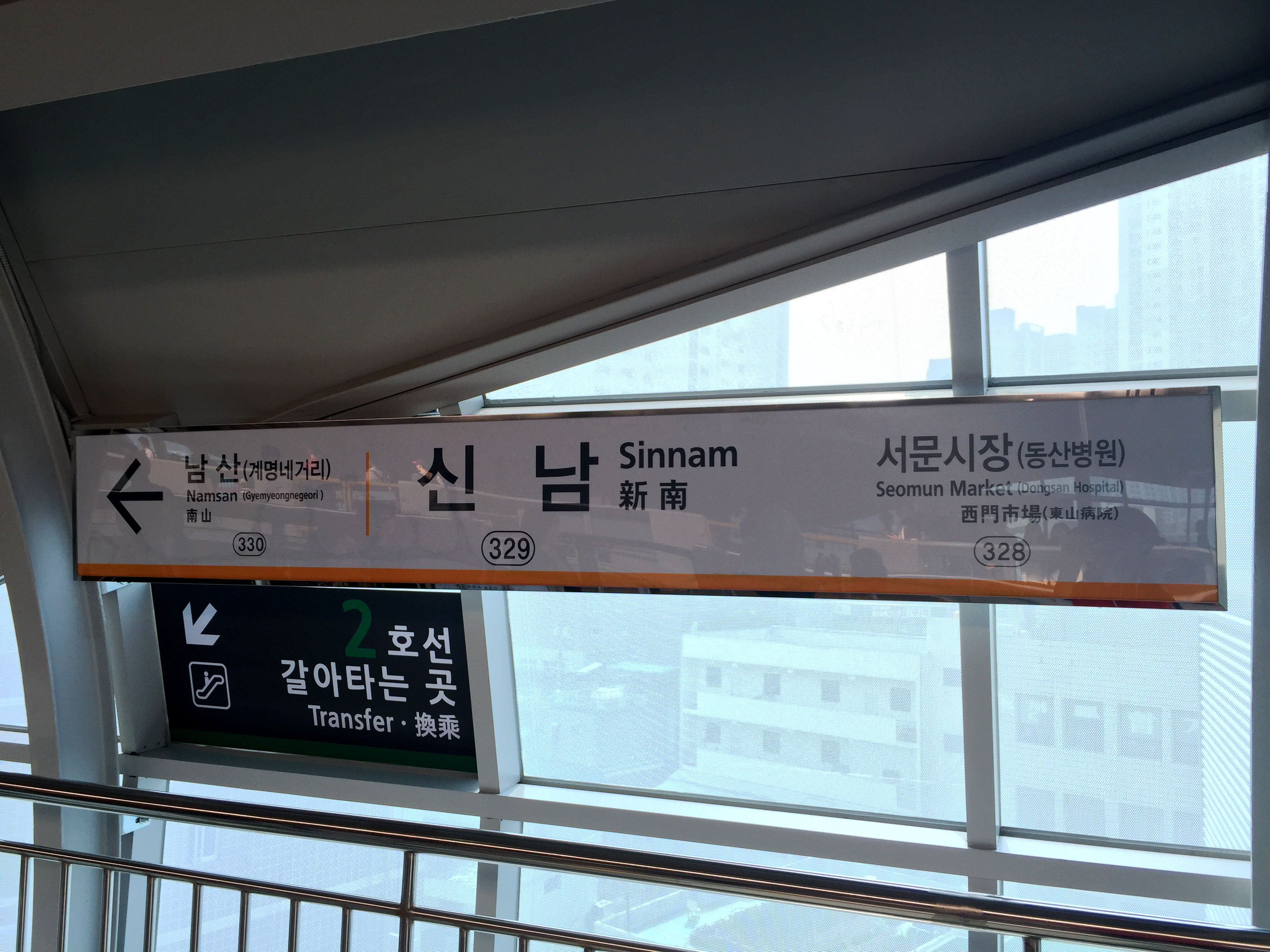
3호선 역명판(교체 전)
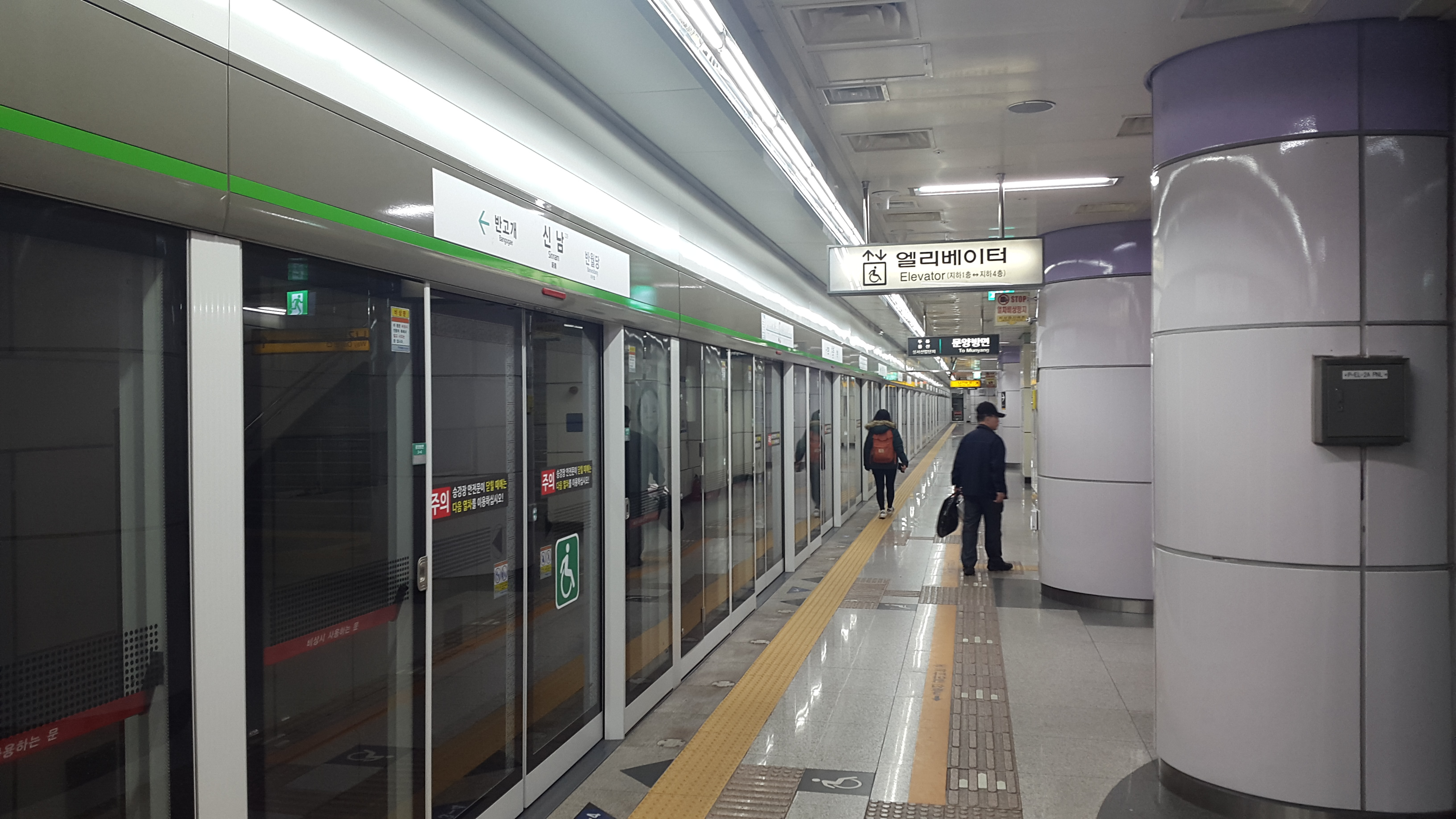
2호선 승강장 (승·하차 화살표 바닥 교체 전)
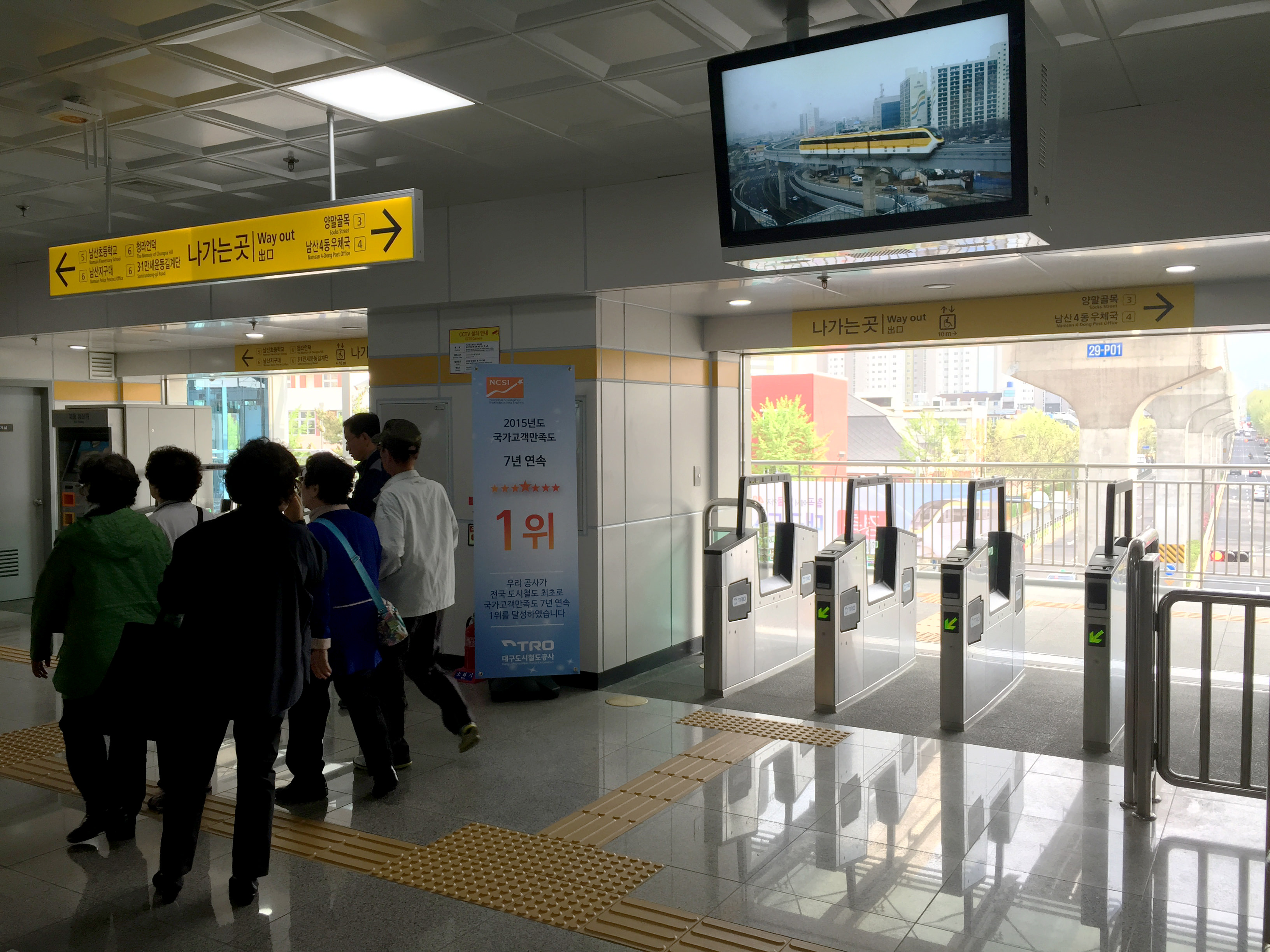
3호선 개찰구
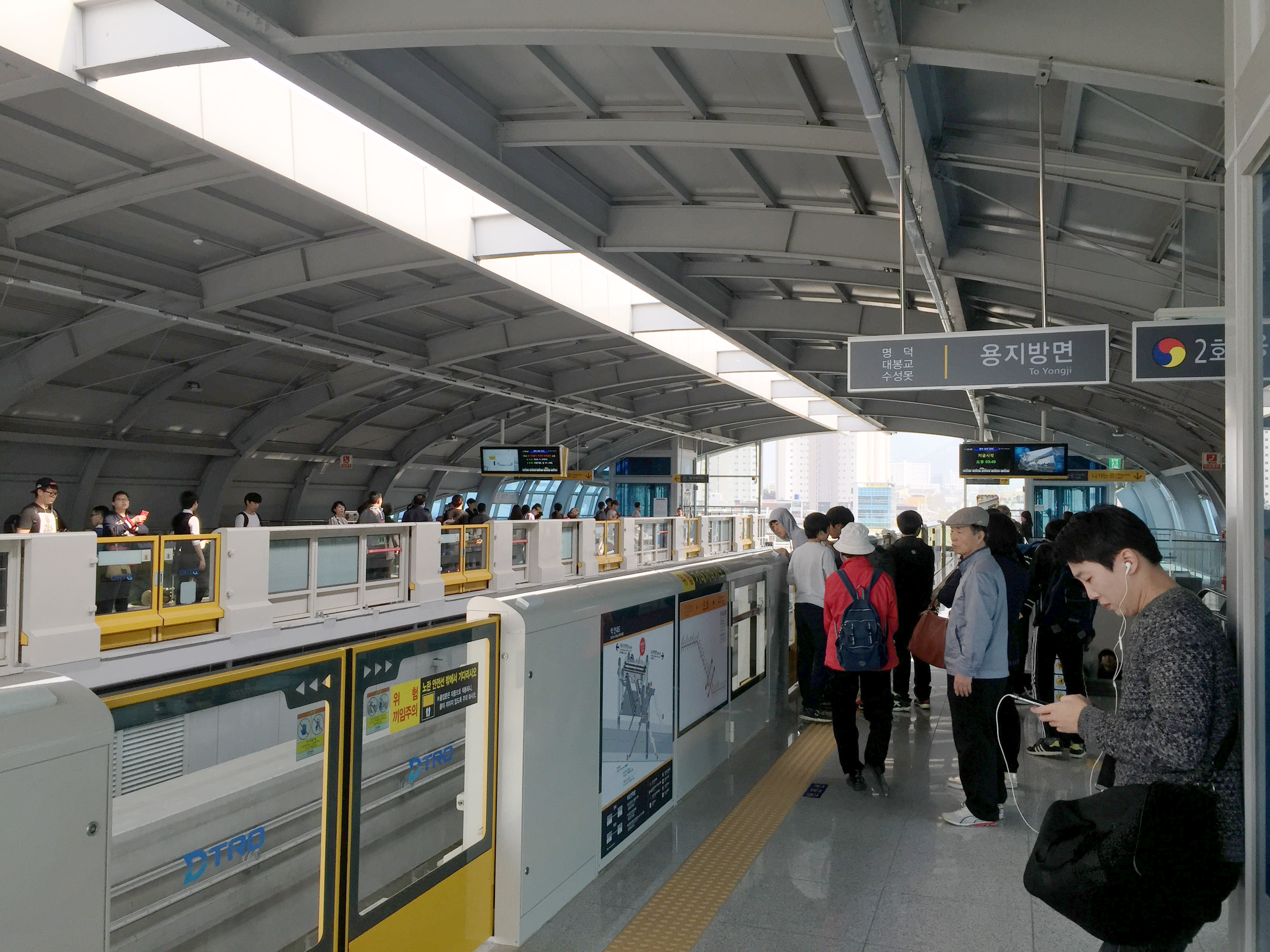
3호선 승강장

## 인접한 역
| 대구 도시철도 2호선            | 대구 도시철도 2호선   | 대구 도시철도 2호선    |
| ------------------------------ | --------------------- | ---------------------- |
| 228 반고개 문양 방면           | ● 대구 도시철도 2호선 | 230 반월당 영남대 방면 |
| 대구 도시철도 3호선            |                       |                        |
| 328 서문시장 칠곡경대병원 방면 | ● 대구 도시철도 3호선 | 330 남산 용지 방면     |